# Harald Langberg
Harald Svenn Langberg (3. august 1919 på Frederiksberg – 21. oktober 2003) var en dansk kunsthistoriker. Han var overinspektør på Nationalmuseet, mag.art., dr.phil. fra Københavns Universitet. Hans omfattende forfatterskab skaffede ham æresdoktortitlen på Københavns Universitet 1995.
Langberg var søn af grosserer H.P.E. Langberg (død 1927) og hustru Kamma f. Hansen (død 1956), blev student fra Efterslægtsselskabets Skole 1938, mag.art. i kunsthistorie 1947; knyttet til Nationalmuseet og Det Særlige Bygningssyn fra 1940, inspektør ved Nationalmuseet 1954, overinsp. fra 1962, afdelingsleder, 2. afd. fra 1967; sekretær for bygningssynet 1945-67, medl. af dette 1954-70, af bestyrelsen for Statens Bygningsfredningsfond 1966-70. Medlem af bestyrelsen for Dansk Byplanlaboratorium 1956-72 og for Selskabet til Udgivelse af danske Mindesmærker fra 1959; medlem af Selskabet for dansk Kulturhistorie fra 1956, Honorary Représentative in Denmark for The National Trust for Places of Historie Interest or Natural Beauty 1952; korresp. medl. for Danmark i UNESCOs Committee on Monuments etc. og af Svenska Kungl. Vitterhets Historie och Antikvitets Akademien 1963; vicepræsident ved international restaureringskongres, Venedig 1964; medl. af den intern, organisationskomité for ICOMOS 1964, formand for sammes danske nationalkomité 1965-72; formand for Dansk Museumsmandsforening fra 1969. Ledende senior i Studenterforeningen i København 1965-67. Han modtog Kong Christian X's Erindringsmedalje for Deltagelse i Krigen 1940-45.
Langberg var sekretær for Foreningen til Gamle Bygningers Bevaring 1948-72 og medlem af dennes bestyrelse 1945-95. Han blev æresmedlem af foreningen i 1997.
Som vicepræsident for den internationale restaureringskongres i Venezia i 1964, hvor Langberg repræsenterede Danmark, deltog han i forhandlingerne om oprettelsen af ICOMOS (International Council of Monuments and Sites). Her var han med til at formulere Venezia-charteret, som siden da har fået betydning som det fundamentale internationale udgangspunkt for bevaringsfilosofi og bygningsrestaurering.
Privat boede Langberg på Gråbrødretorv 3; et "ildebrandshus" i København, som han havde restaureret. Han blev 30. juni 1945 gift med Inger f. Balslev, f. 18. februar 1925 i Svendborg, datter af farvehandler Verner Balslev og hustru Martha f. Petersen.

## Publikationer
- (sammen med Hans Erling Langkilde) Dansk Byggesæt omkring 1792 og 1942, Udgivet 1942 af Den almindelige Brandforsikring for Landbygninger oprettet ved kongelig anordning af 1792.
- Et hus paa Graabrødretorv, 1945.
- Københavns Gamle Bydel, Foreningen for gamle bygningers bevarelse, 1948.
- Omkring C.F. Hansen, 1950.
- Uden for voldene: Københavns udbygning 1852-1852, Den almindelige brandforsikring for landbygninger, 1952.
- Hvem byggede hvad, Politikens Forlag 1952, 2. udg. 1968-71.
- Danmarks Bygningskultur. En historisk oversigt, 1955.
- Clausholms bygningshistorie, 1958.
- Arkitekturens oprindelse og andre perspektiver, Hasselbalch 1963.
- Historiske Huse. Lidt om hvordan man holder gamle huse vedlige og forbedrer dem, Fonden for Dansk Bygningskultur 1967.
- Skorstenspiber, Foreningen til gamle bygningers bevaring, 1968.
- Dødens teater. Revolutionen 1772, Gyldendal, 1971.
- Stavkirker, 1972.
- Asiatisk Plads, privattryk 1973.
- Den store satire. Johan Herman Wessel og Kærlighed uden strømper, 1973.
- Kongens teater. Komediehuset på Kongens Nytorv 1748-1774, København 1974.
- Tre huse på Christianshavn, Foreningen til gamle bygningers bevaring 1976
- Gyldne billeder fra middelalderen, Nationalmuseet, København 1979.
- Gunhildkorset. Gundhild's Cross and Medieval Court Art in Denmark, Selskabet til udgivelse af danske Mindesmærker, København 1982.
- Dansesalen på Kronborg, 1985.
- Kronborgs kronværk, privattryk 1991.
- Lundø-korset. The Lundø crucifix, Nationalmuseet, 1992.
- Christof Marselis. En europæisk arkitekts eventyr, 1998.
- Rejsen til Rom, Foreningen til Gamle Bygningers Bevaring 2006.